# Sidney (Ohio)
Sidney – miasto w Stanach Zjednoczonych, w zachodniej części stanu Ohio. Liczba mieszkańców w 2000 roku wynosiła 20 625.